# Agrostis eminens
Agrostis eminens é uma espécie de gramínea do gênero Agrostis, pertencente à família Poaceae.